# Hong Kuk-hyon
 (juillet 2023).
Si vous disposez d'ouvrages ou d'articles de référence ou si vous connaissez des sites web de qualité traitant du thème abordé ici, merci de compléter l'article en donnant les références utiles à sa vérifiabilité et en les liant à la section « Notes et références ».
Dans ce nom coréen, le nom de famille, Hong, précède le nom personnel.
Hong Kuk-hyon, né le 1er juillet 1990, est un judoka nord-coréen en activité évoluant dans la catégorie des moins de 73 kg.

## Biographie
Aux Championnats du monde de judo 2014 à Tcheliabinsk, il remporte la médaille d'argent s'inclinant en finale face au Japonais Riki Nakaya.

## Palmarès
| Année | Compétition           | Lieu         | Résultat | Catégorie      |
| ----- | --------------------- | ------------ | -------- | -------------- |
| 2013  | Championnats d'Asie   | Bangkok      | 1er      | Moins de 73 kg |
| 2014  | Championnats du monde | Tcheliabinsk | 2e       | Moins de 73 kg |